# Calico (Califórnia)

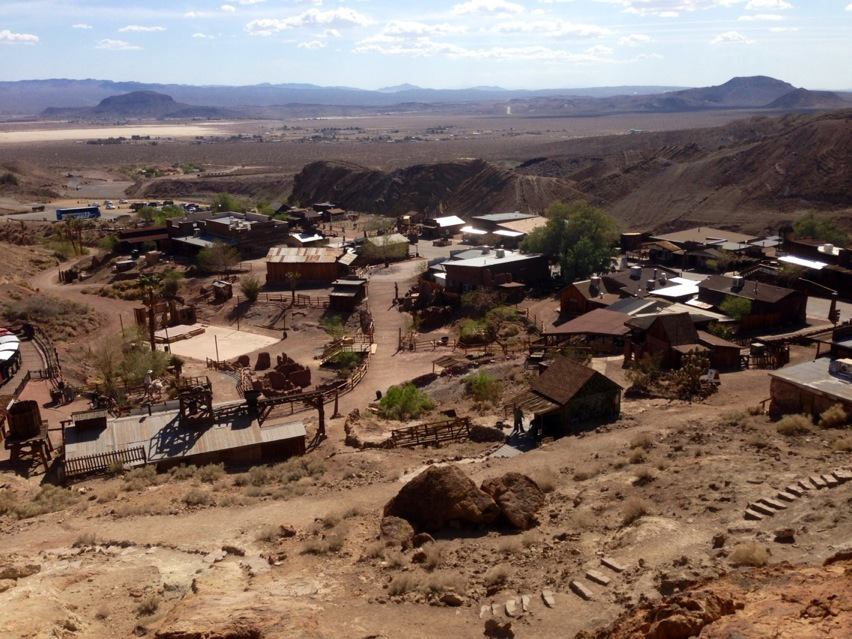
Vista da cidade

Calico é uma cidade-fantasma no Condado de San Bernardino, Califórnia, Estados Unidos, localizada no Deserto de Mojave na região do sul da Califórnia, foi fundada em 1881 com uma mineração de prata da cidade, e hoje foi convertido em um condado do parque, localizada na Interestadual 15, na Califórnia, encontra-se a três milhas (4,8 km) de Barstow. A cidade foi abandonada na década de 1980, quando se acabaram as minas.